# Мундуруку (народ)

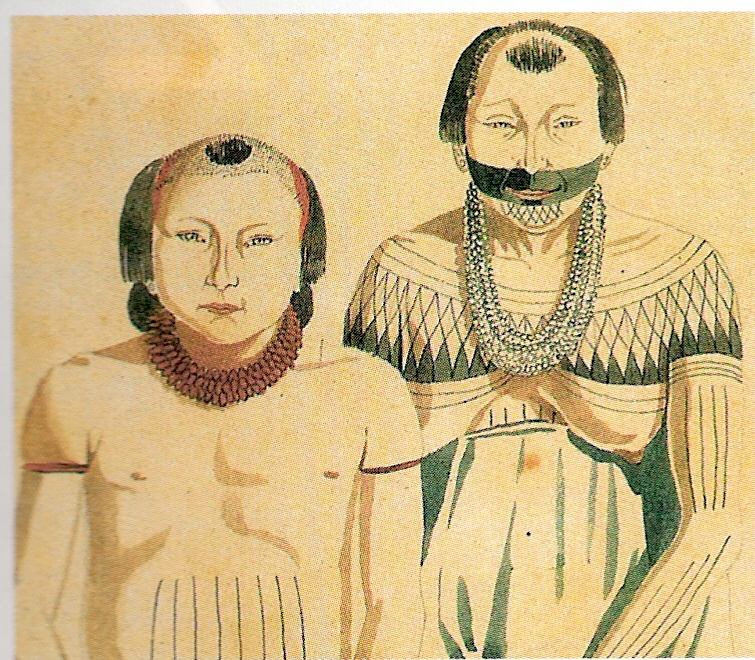
«Мундуруку», художник Эркюль Флоранс

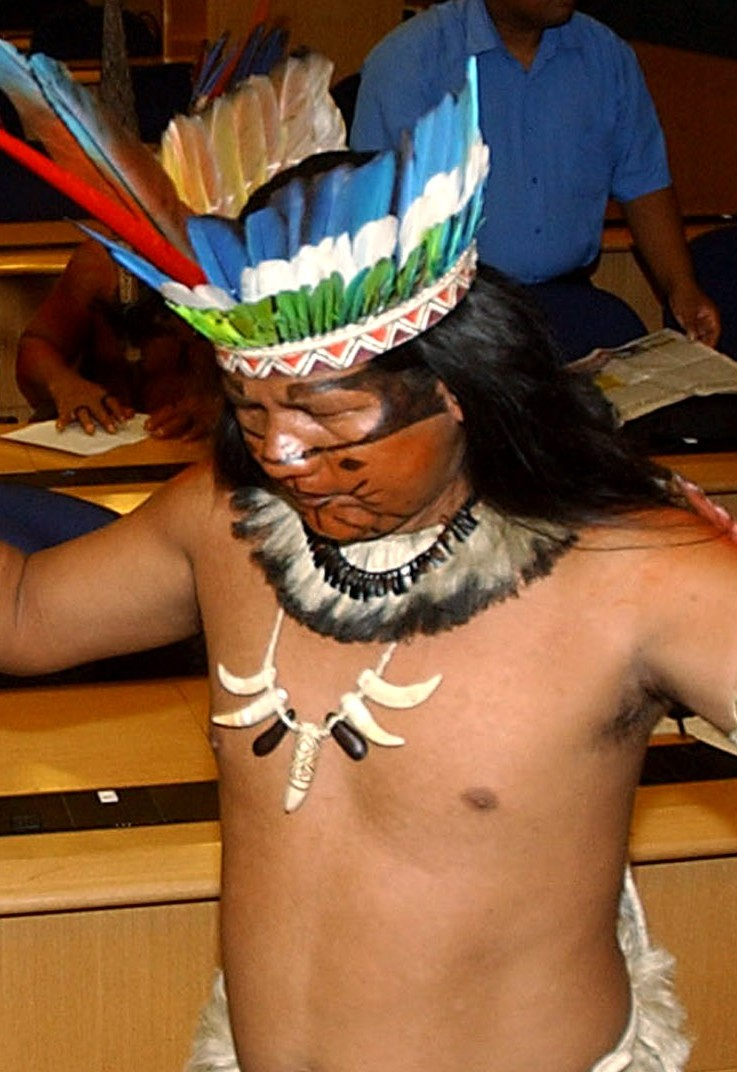
Танец индейцев мундуруку

Мундуруку́ — индейский народ в Бразилии языковой семьи тупи. Самоназвание — вуй-джугу («наши люди»).  Язык — мундуруку (также пари или карас), пользуются также португальским. Религия — анимизм и католицизм.

## Происхождение название
Название «мундуруку» восходит к XVIII веку, когда их враги паринтинтинцы окрестили их словом: "Красные муравьи", что на их языке звучит как «мундуруку. Предположительно это отсылает к их военной тактике массового нападения на соперничающие племена.

## Область расселения
Мундуруку живут в центре Бразилии, в бассейне реки Тапажос, между реками Тапажос и Мадейра (штаты Пара и Мату-Гросу).

## Этническая история
В прошлом мундуруку — одно из наиболее сильных и многочисленных племён (в 1819 численность до 18—40 тыс. человек). Контакты с португальцами с 1768 года. До 1795 года нападали на португальские поселения на Амазонке. Впоследствии стали основными союзниками европейцев в Центральной Бразилии. До 1912 года (особенно интенсивно до 1850) вели истребительную войну против соседних (кроме апиака) индейских племён (особенно кауахиб и мура), частично инспирированную португальцами, которые снабжали мундуруку ружьями и другими европейскими товарами в обмен на маниоковую муку и каучук. Мундуруку совершали военные экспедиции на расстояние до 800 км, длившиеся иногда более года. Большая часть племени, переселившаяся в результате этих походов на средний Тапажос и в низовья Мадейры, к концу XIX века была ассимилирована бразильцами.
До начала XX века была развита охота за головами. Принесённые из похода головы врагов в течение трёх лет являлись объектами культовых действий, затем (утратив магическую силу) хранились в мужском доме. Главный герой мифов мундуруку — первопредок Карусакайбё.

## Традиционное хозяйство
Основные занятия — ручное подсечно-огневое земледелие, в сухой сезон — охота, рыболовство и собирательство. Основные культуры — горький и сладкий маниок, ямс, таро, батат, кукуруза, фасоль, бобы, рис, бананы, картофель, сахарный тростник, тыква, ананасы, перец, хлопок.
Культура бразильского типа. Типичный дом — большой, овальный, позже появился прямоугольный, с крышей до земли. От двух до пяти таких домов составляют посёлок, дома́ стоят по кругу, в центре находится мужской дом, обращённый к востоку. До начала XX века у мундуруку была распространена охота за головами врагов. Главный герой мифов — Карусакайбе, первопредок.

## Социальные отношения
Семья — большая, матрилинейная. Несколько десятков патрилинейных родов образуют две фратрии: красных («ипакпукайю») и белых («ириритайю»). У мужчин имеются три священных горна, связанных с культом предков.